# 宇部市花火大会
宇部市花火大会（うべし はなびたいかい）は、山口県宇部市で実施される花火大会。

## 概要
宇部市花火大会実行委員会により開催され、地元企業の協賛金や市民の募金で運営している。協賛者には、スポンサー席等の優遇がある。2009年度（平成21年度）の第55回大会（打上玉数13,000発）以降、単独開催の花火大会としては山口県内最大となっている。

## 見所
- 6部のプログラムにより構成されており、最後のプログラムには花火の打ち上げを音楽に合わせて制御する音楽花火を採用している。
- 地元コミュニティFM局のエフエムきららのよる生中継が行われ、会場から離れた地点からでも音楽花火を楽しむことが出来る。
- 音楽花火では、約6分間に3,100発の花火が打ち上げられ、最大のもので高度280m、開花直径250mの花火が使用される。

## 記録
- 主催者（宇部市花火大会実行委員会）発表。

| 回     | 年度     | 観客数（人） | 前年度比増減（人） | 打上玉数（発） |
| ------ | -------- | ------------ | ------------------ | -------------- |
| 第50回 | 2004年度 | 90,000       | -                  |                |
| 第51回 | 2005年度 | -            | -                  | 5,000          |
| 第52回 | 2006年度 | -            | -                  | 4,000          |
| 第53回 | 2007年度 | -            | -                  | 7,000          |
| 第54回 | 2008年度 | -            | -                  | 8,000          |
| 第55回 | 2009年度 | 60,000       | -                  | 13,000         |
| 第56回 | 2010年度 | 113,000      | 53,000             | 10,000         |
| 第57回 | 2011年度 | 118,000      | 5,000              | 10,000         |
| 第58回 | 2012年度 | 121,000      | 3,000              | 10,000         |
| 第59回 | 2013年度 | 122,000      | 1,000              | 10,000         |

## 交通アクセス
公共交通
- 開催当日は、宇部市交通局と船木鉄道、JR西日本がそれぞれ臨時バス、臨時列車を運行する。

駐車場
- 宇部市営駐車場のほか、琴芝街区公園と宇部市立図書館の駐車場が臨時駐車場として開放される。

## 備考
- 開催当日は、会場となる宇部港を中心に車両通行が禁止となる交通規制が敷かれる。